# ماکسیمیلیون سیمون
ماکسیمیلیون سیمون (انگلیسی: Maximilien Simon; ۸ مارس ۱۷۹۷ – ۲۰ سپتامبر ۱۸۶۱) آهنگساز اهل فرانسه بود.
وی همچنین برندهٔ جوایزی همچون جایزه بزرگ رم شده‌است.